# St. Michael (Neheim)

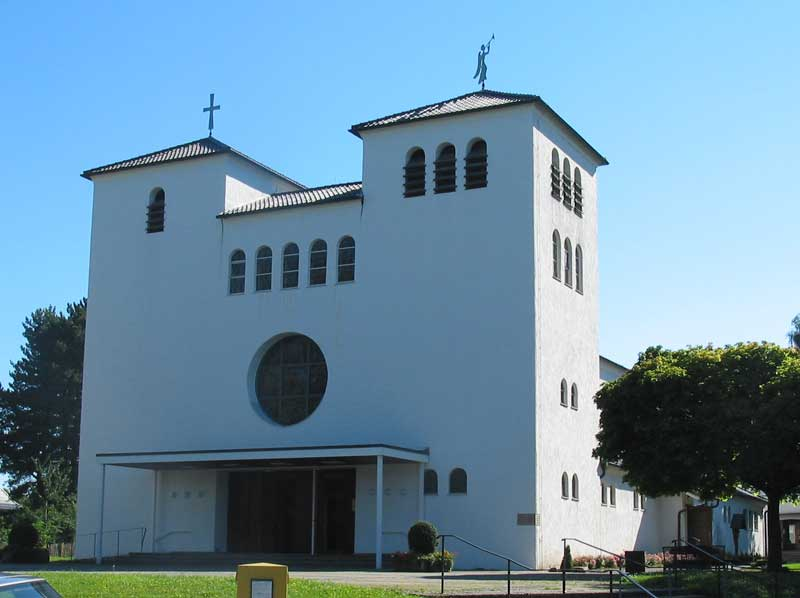
Kirche St. Michael

Die katholische Kirche St. Michael ist ein ortsbildprägendes Kirchengebäude in Neheim, einem Ortsteil von Arnsberg im Hochsauerlandkreis (Nordrhein-Westfalen).

## Geschichte und Architektur
Die spätere Pfarrgemeinde St. Michael entstand 1941 innerhalb der St. Johannes Gemeinde, deren Mitgliederzahl 1950 auf über 16.000 anstieg. Sie war somit die größte Gemeinde im Erzbistum Paderborn. Der Bau einer weiteren Kirche wurde notwendig. Die Gemeinde bekam 1953 den Status einer selbstständigen Pfarrgemeinde. Zwischen 2001 und 2012 bildeten die Gemeinden St. Michael und St. Franziskus den Pastoralverbund Neheim-Ost. Seit 2013 gehört die Kirche zur Pfarrgemeinde St. Johannes Baptist Neheim und Voßwinkel. 
Das Gebäude mit einer Doppelturmfassade wurde 1950/51 nach Plänen des Architekten Josef Lucas errichtet. Über der rechteckigen Portalanlage, zwischen den Türmen, ist die Wand durch ein Rundfenster und darüber durch fünf kleine bogige Fenster gegliedert. Das bekrönende Satteldach reicht fast bis an die Zeltdächer der Türme heran. Die Turmköpfe sind gedrungen und durch eine unterschiedliche Anzahl von Fenstern gegliedert. Das längliche Kirchenschiff fügt sich an den Turmriegel an, es ist ebenfalls mit einem Satteldach gedeckt. Das Schiff wird durch schmale Seitengänge ergänzt, die in der Verlängerung, seitlich des eingezogenen Chores, in Sakristeien münden. Der Innenraum stellt sich als symmetrische, axial geordnete Wegkirche zu sechs Jochen dar. Die Arkaden sind segmentbogig ausgeführt. Es wurde eine flache Holzdecke mit rechteckigen Feldern eingezogen. Im rückseitigen Turm steht eine Empore, auf der die Orgel aufgebaut wurde. Der Chorraum mit einer leicht gebogenen Decke, ist um fünf Stufen angehoben, der Triumphbogen ist segmentbogenartig ausgeführt. Der Chor wird beidseitig durch drei Fenster belichtet, Das Mosaikbild an der Rückwand ist eine Arbeit von Benno Lippsmeier; es stellt die Dreifaltigkeit dar. Michael Winkelmann gestaltete 1980 die liturgische Anordnung neu.

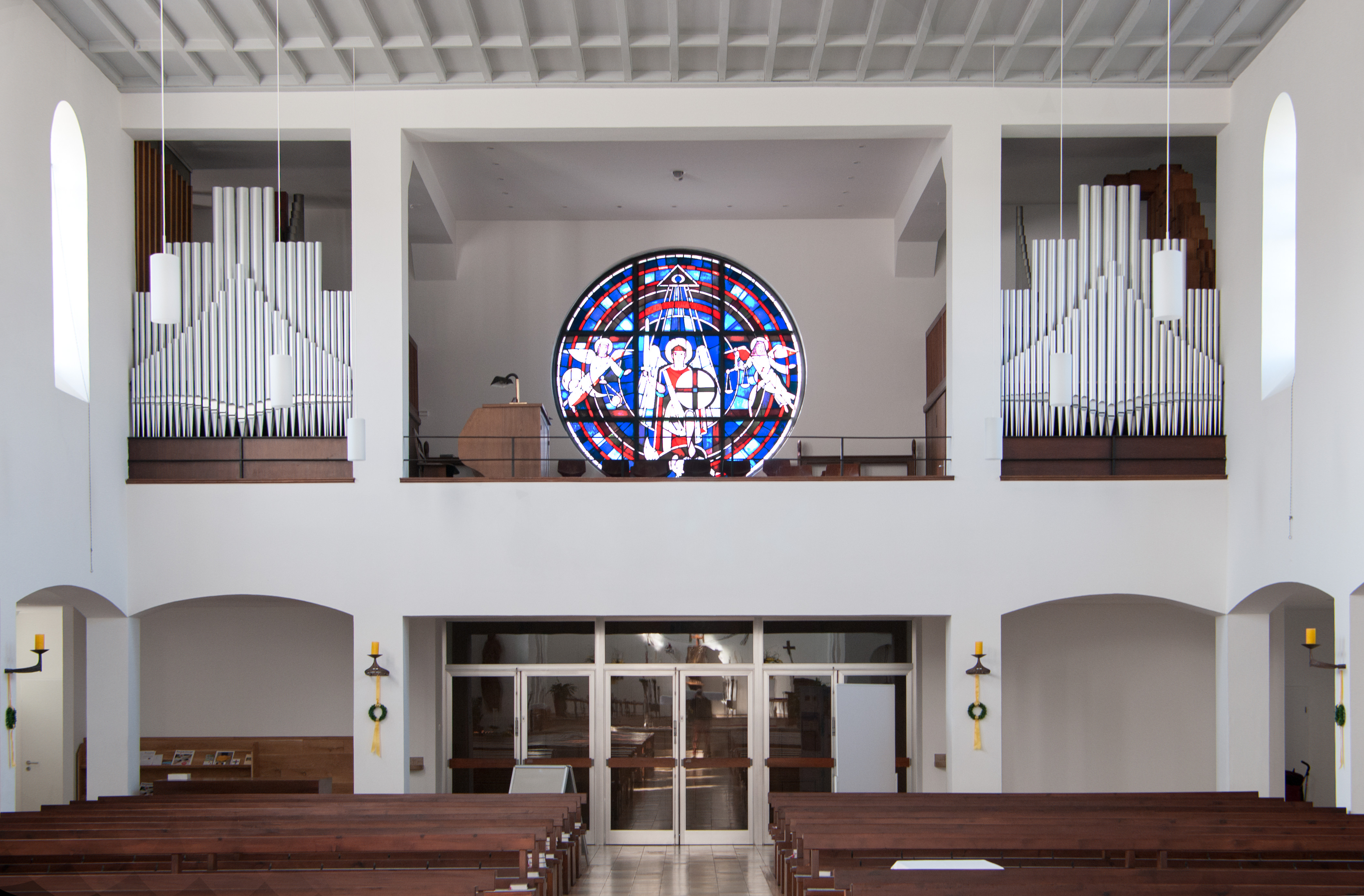
Empore mit Orgel

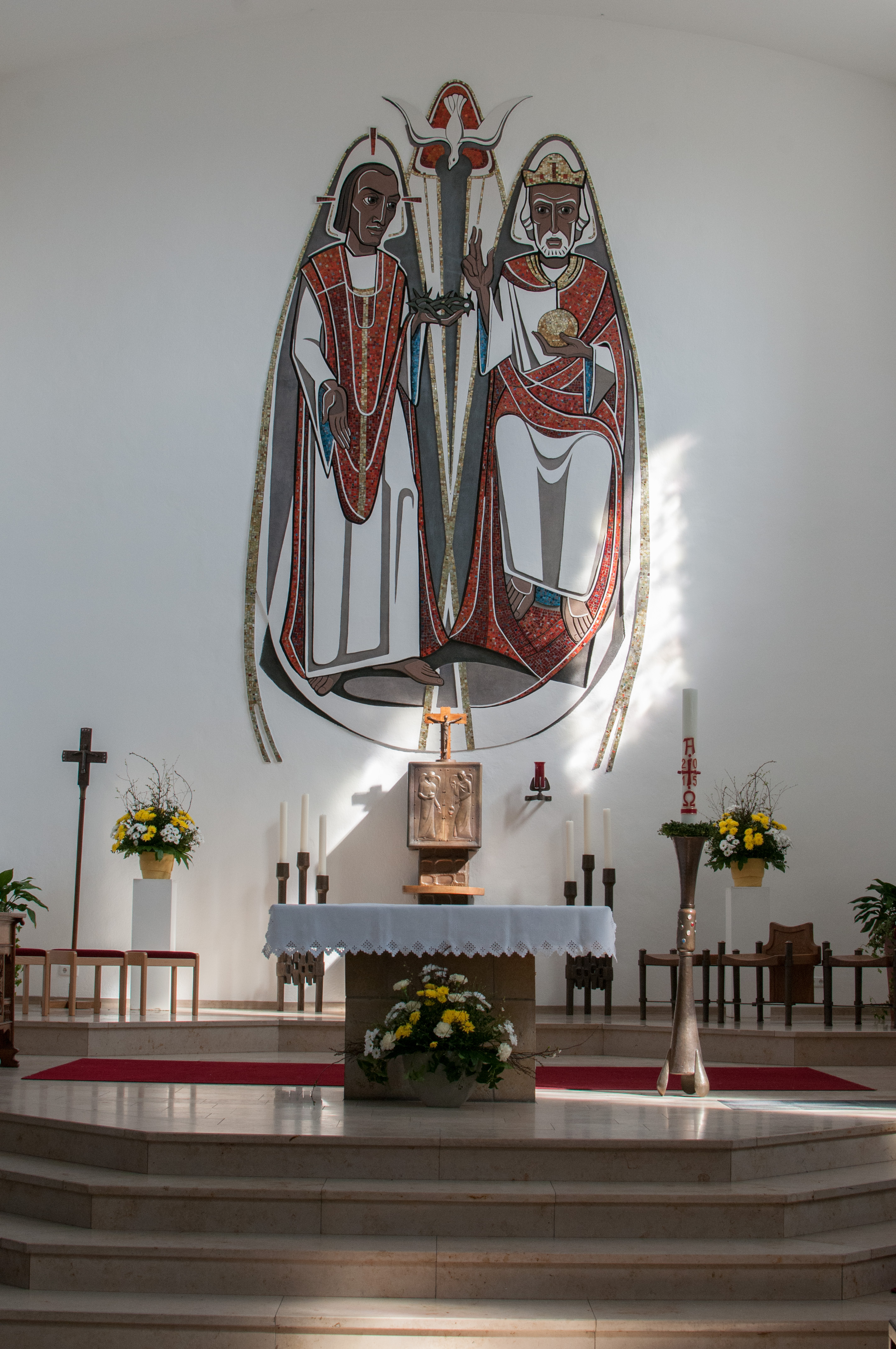
Mosaik-Altarbild

## Einzelnachweise

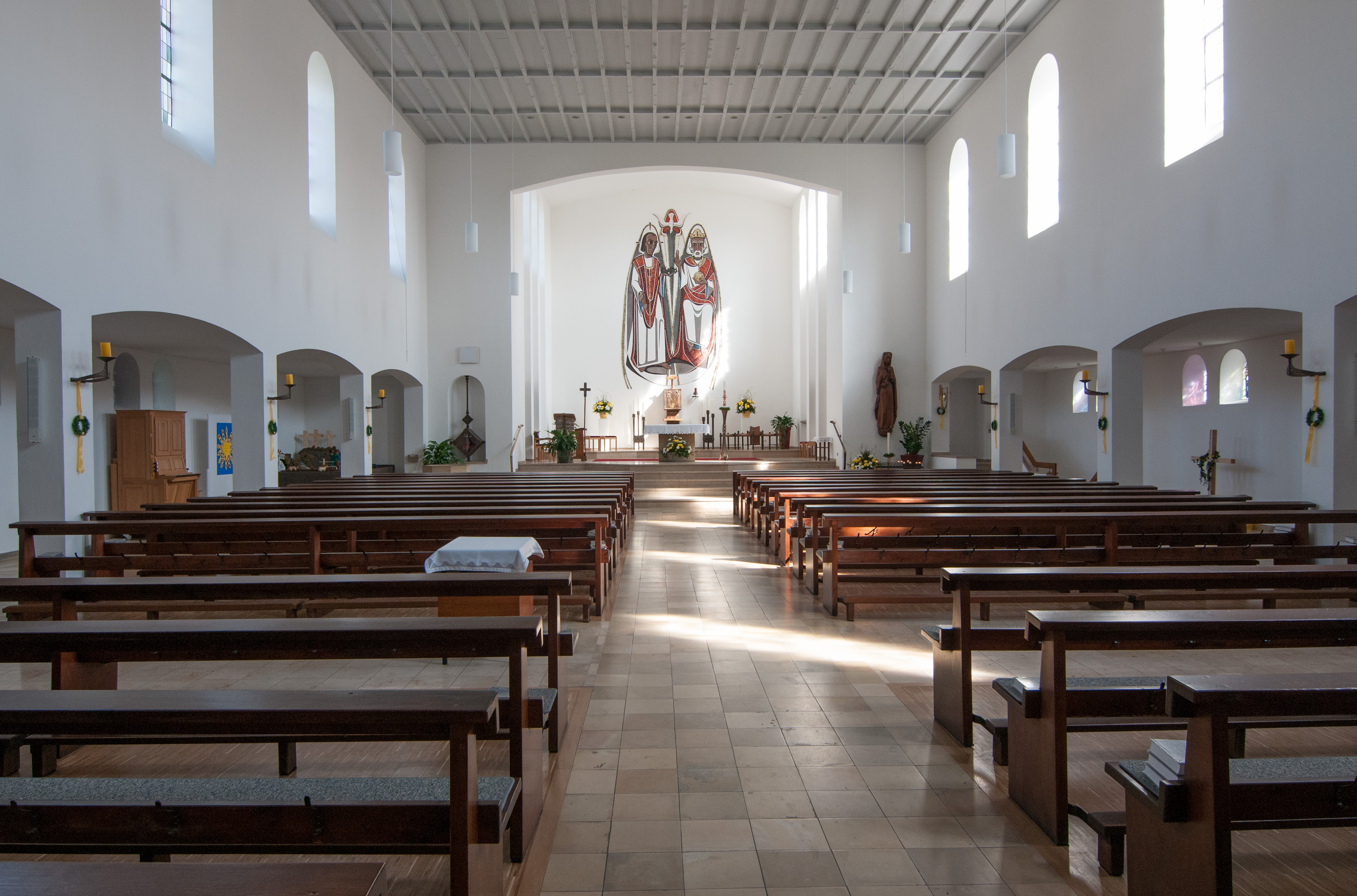
Mittelschiff mit Altarraum
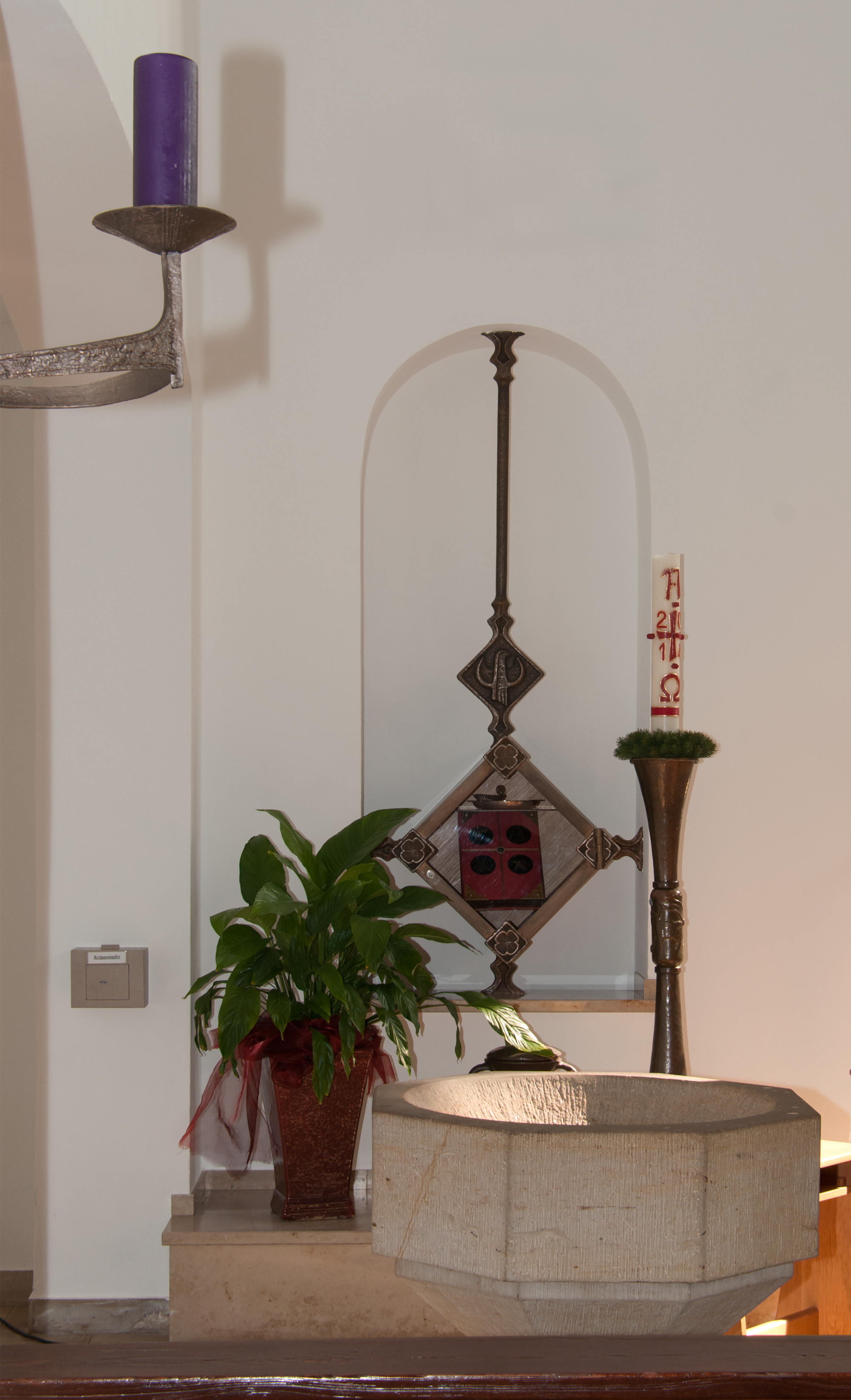
Taufbecken, links vom Altarraum
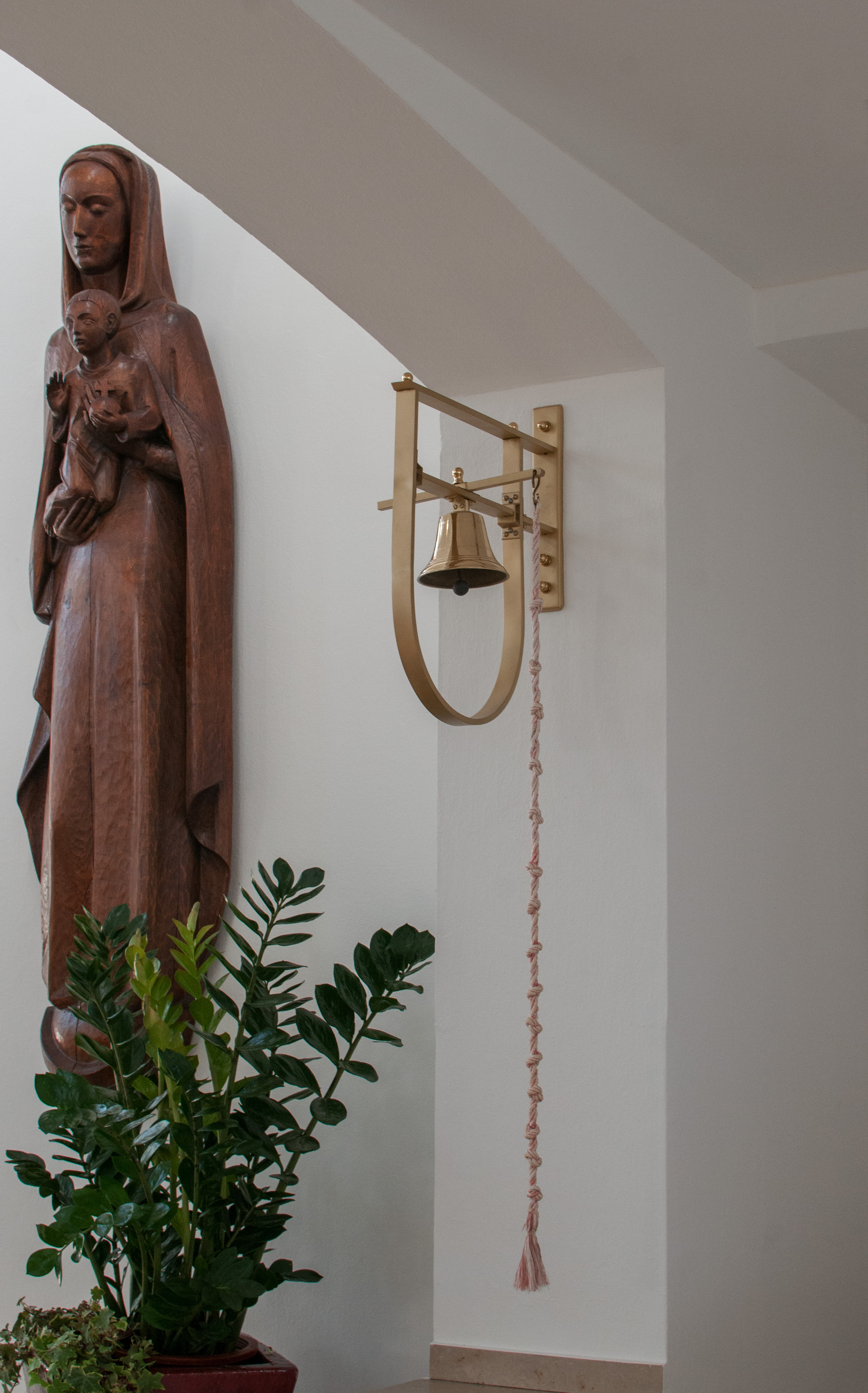
Madonna mit Jesuskind; Glocke zum Liturgiebeginn
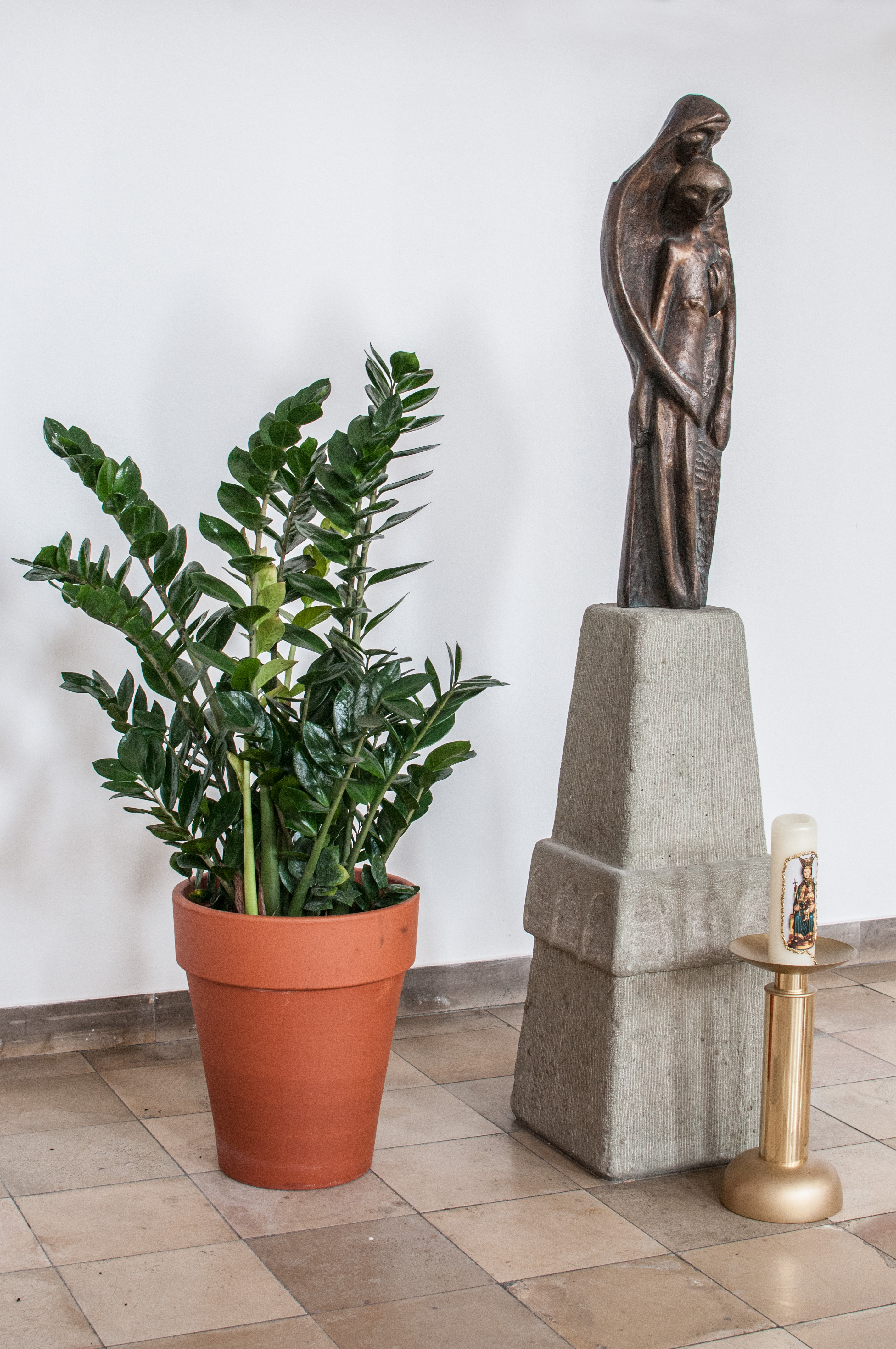
Madonna mit Jesus; linker Seitengang
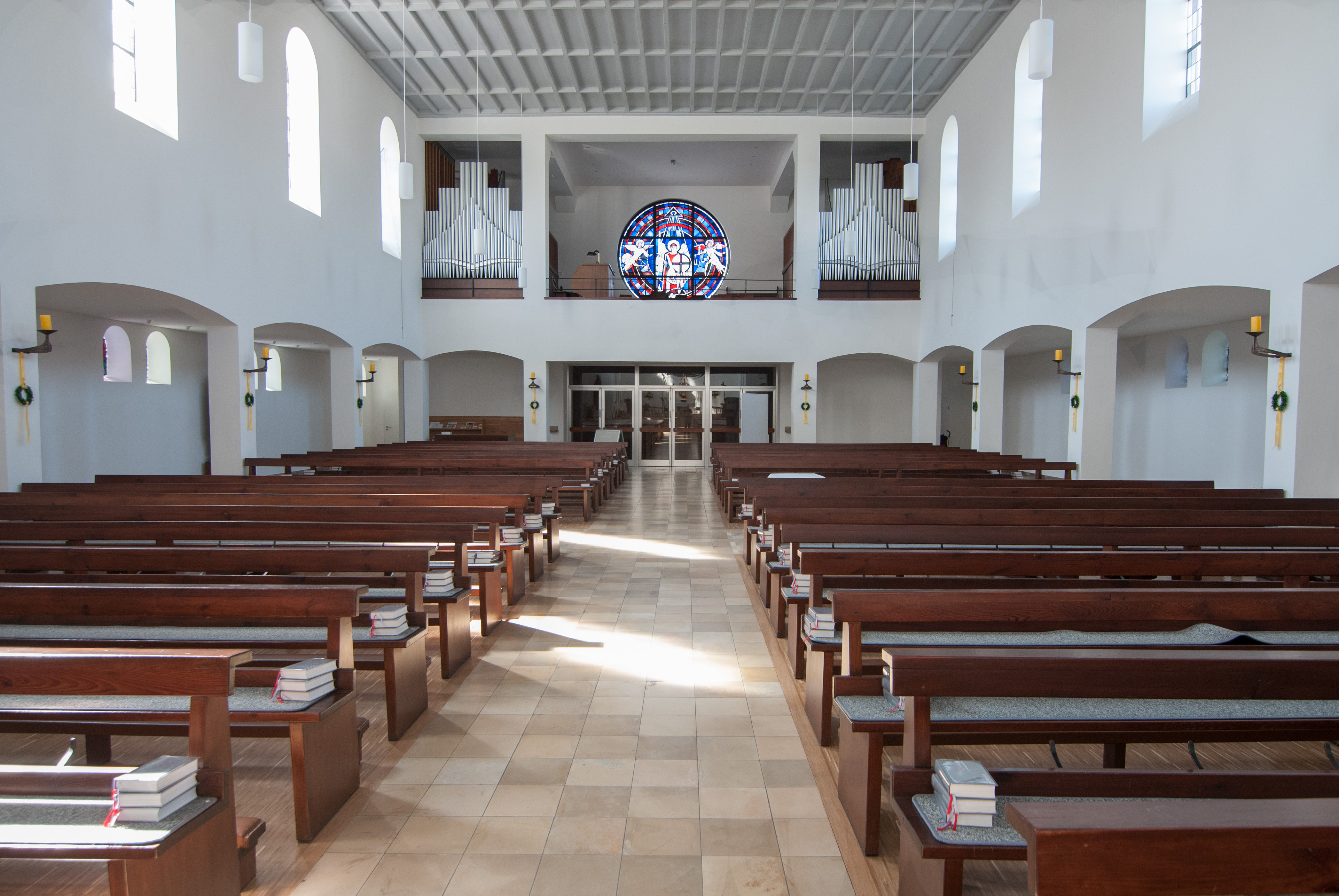
Ausgang mit Empore und Orgel